# Vicia dionysiensis
Vicia dionysiensis är en ärtväxtart som beskrevs av Paul Mouterde. Vicia dionysiensis ingår i släktet vickrar, och familjen ärtväxter. Inga underarter finns listade i Catalogue of Life.